# Flinthörn
 (mai 2018).
Le Flinthörn est une galéasse qui a été lancé à Lübeck en 1925 et qui navigue aujourd'hui sous pavillon allemand comme voilier traditionnel.

## Histoire
La coque du Flinthörn a été conçue pour être un bateau à fond plat , mais il a ensuite été utilisée comme bateau de soute dans le port de Hambourg. En 1984, il a été converti pour être exploité comme bateau-école pour la jeunesse jusqu'en 2008. Sa conversion a été effectuée avec soin pour lui redonner son état d'origine. Typiquement, pour les navires à fond plat, il est équipé d'une dérive à tribord et à bâbord pour faciliter la stabilisation car les bateaux à fond plat n'ont pas de quille classique.
Le Flinthörn participe à presque tous les grands événements de voile. Le navire peut être affrété pour des événements particuliers et il est un participant fréquent à la parade de la semaine de Kiel. Il effectue aussi des voyages linguistiques en anglais entièrement réalisé sur la mer Baltique.